# Coex'ae Qgam
Coex'ae Qgam, née en 1934 à Ghanzi et morte le 24 octobre 2008 dans la même ville, est une artiste, conteuse et traductrice botswanaise d'ethnie San, connue sous son nom d'artiste Dada. Elle fait partie du peuple Ncoakhoe et parle le naro.

## Biographie
Coex'ae Qgam naît en 1934 à Ghanzi et va à l'école pendant seulement trois mois. Cependant, elle réussit à apprendre cinq langues. Elle devient une domestique et femme de ménage. Pendant qu'elle travaille en Namibie, elle découvre les arts textiles, lorsque son employeur lui apprend les travaux d'aiguille et la broderie. En 1990, elle rejoint le Kuru Art Project en tant que traductrice. L'exposition à ces diverses formes d'art lui a donné l'envie d'essayer elle-même, même si elle n'a reçu aucune formation artistique, et c'est ainsi qu'elle commence sa carrière d'artiste,. En 1999, elle fait partie d'un groupe de huit artistes, quatre du Nouveau-Mexique et quatre de sa région, le désert du Kalahari, qui font partie d'un échange culturel organisé par le université du Nouveau-Mexique pour produire des lithographies sur les farceurs dans le folklore. En janvier 2000, ses œuvres sont exposées à Gaborone avec celles de l'artiste britanno-guyanienne Ann Gollifer (en) et de l'artiste sud-africaine Neo Matome. Durant sa carrière, ses œuvres sont exposées dont divers musées du Sud de l'Afrique, mais aussi aux États-Unis, au Japon et en Europe. On en retrouve dans la Lechwe Trust (en), une collection zambienne, et au Portland Museum of Art (en), musée dans la ville mainoise de Portland,. La ville d'Albuquerque au Nouveau-Mexique possède trois de ses lithographies. Dans ses années antérieures, elle prend en charge l'artiste Cg'ose Ntcox'o, après que l'époux de Ntcox'o soit décédé.
Elle participe avec un groupe d'artistes san à la rédaction d'un livre d'artiste sur un conte san raconté à sa façon, publié à Johannesbourg en 1996. Elle meurt le 24 octobre 2008 d'un cancer dans le nouvel hôpital de sa ville natale. En 2011 est publié un livre racontant sa vie et contenant plusieurs interviews avec elle et des œuvres qu'elle a créées.